# Bigi Poika
Bigi Poika (en langue caribe: Akarani) est un ressort du Suriname où vit une communauté d'indiens Kali'na. Bigi Polka est situé dans le district de Para entre les fleuves de Saramacca et Coesewijne, à environ 80 km de Paramaribo. Le village tombe sous une autorité indigène. Le chef du village est Charles Arumjo, qui est aussi depuis septembre 2001, un membre du bureau de l'Association des chefs de village indigènes du Suriname. Au début de 2006, Bigi Poika compte environ 650 habitants.

## Géographie
En partant de la capitale Paramaribo, il faut prendre la route Indira Gandhi (Indira Gandhiweg) en direction de l'aéroport international Johan Adolf Pengel (mieux connu sous le nom de Zanderij). Ensuite, on prend la liaison est-ouest (Avanaveroweg) vers l'ouest, en direction d'Apoera (en), en passant par le pont du fleuve Saramacca. Il est ensuite requis, 25 km plus loin, de suivre un chemin vers le nord.
Bigi Poika est situé dans une région de savane. Il n'y a pas de forêt tropicale, malgré les quelques plantations. La partie urbanisée du ressort constitue un village-rue, la route principale s'arrête près d'un petit pont sur le ruisseau de Poika, affluent de la Saramacca.
Bigi Poika est desservi en car par une liaison quotidienne au départ de Paramaribo. À cause du mauvais état d'entretien des routes depuis l'aéroport, il faut parfois plus que quatre heures pour parcourir la distance de 80 km qui sépare Bigi Poika de la capitale. Les routes ne sont praticables qu'en véhicule tout-terrain. Les habitants de la région manifestent régulièrement contre les mauvaises conditions de la circulation.

## Économie

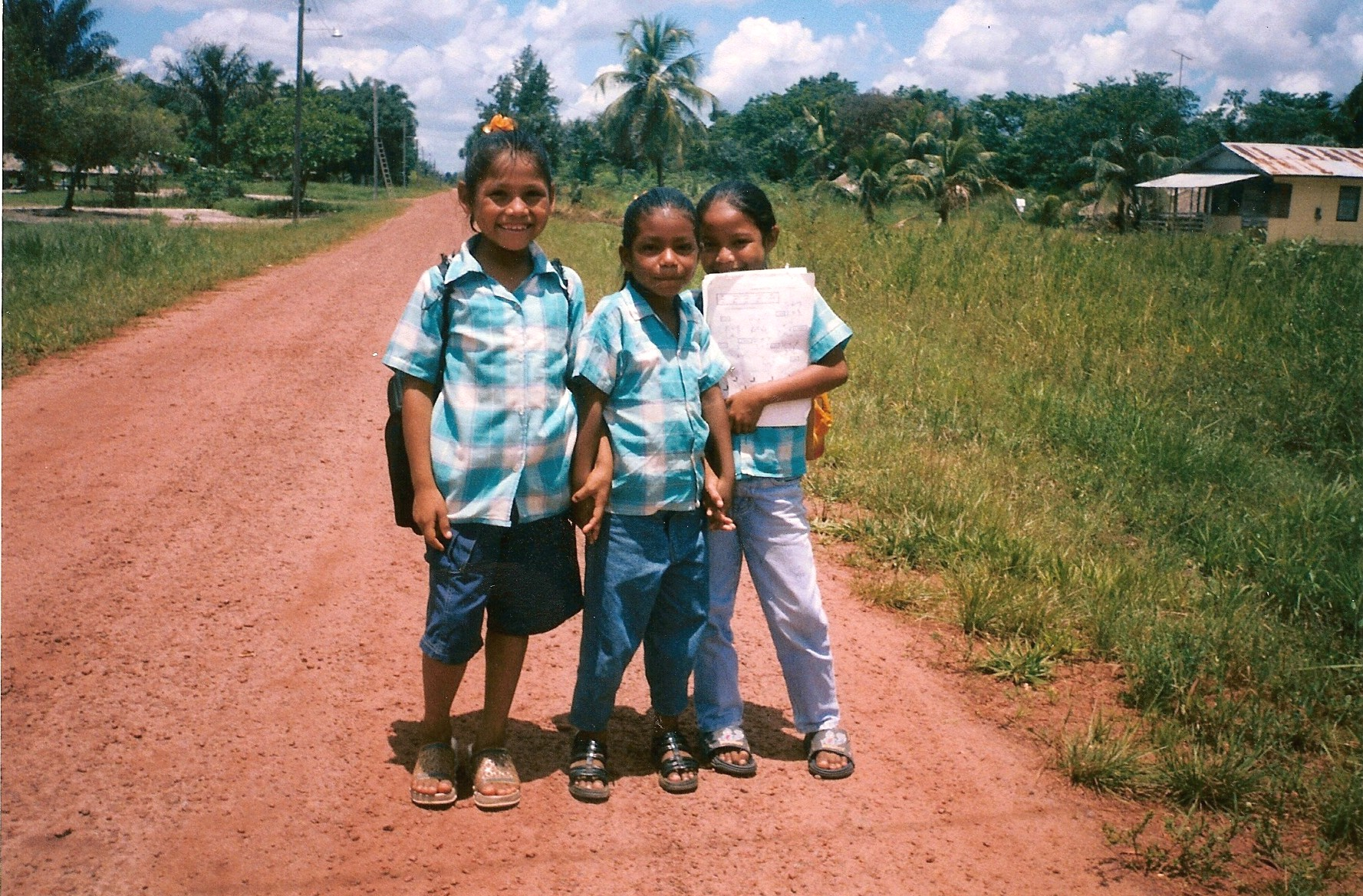
Élèves de la communauté Kali'na de Bigi Poika au Surinam.

Les habitants de Bigi Poika vivent de la chasse et de la sylviculture, de la production de leur lopin de terre, et un peu de la pêche. Tous les jours, les femmes apportent leurs productions aux marchés de Paramaribo : peprewatra (soupe de poisson) et manioc, parfois du gibier et de l'artisanat (tissus en coton, sculptures sur bois). Beaucoup d'hommes travaillent aux services d'État dans la réserve naturelle de la Coesewijne supérieure, sur laquelle les habitants de Bigi Poika exercent un droit coutumier.

## Enseignement et équipement
La langue principale est la langue caribe ; la plupart des habitants, surtout les jeunes, parlent également le sranan et un peu le néerlandais. Le village dispose d'une école primaire avec quatre logements de fonction. Les instituteurs sont issus du village (Charles Arumjo est le directeur de l'école), même si dans le passé beaucoup d'instituteurs de « la ville » ont été détachés à Bigi Poika. Près de l'école se trouve la salle communale, construite sur un modèle traditionnel, ouverte sur les côtés et couverte de canne.
Le village dispose également d'une petite polyclinique, mais souvent il n'y a pas de permanence. Par conséquent, les habitants doivent aller à la polyclinique de Zanderij, à deux heures par la route.
Il y a quelques petites commerces d'alimentation générale. Depuis les années 1990, le village dispose également d'une connexion radiographique au réseau téléphonique.

## Histoire
Pendant longtemps, la population de Bigi Poika était extrêmement isolée des autres groupes ethniques du Suriname. Dans la deuxième moitié du XXe siècle, cet isolement a été interrompu par la construction de la deuxième liaison routière est-ouest du pays.